# Jüdische Gemeinde Kindenheim
Die jüdische Gemeinde Kindenheim in Kindenheim gehörte zum Bezirksrabbinat Frankenthal. Ihre Anfänge gehen vermutlich auf das 17. Jahrhundert zurück. 1924 wurde die Kultusgemeinde wegen der nur noch geringen Zahl an Mitgliedern aufgelöst.

## Geschichte
Die erste Ansiedlung von Juden auf dem Gebiet von Kindenheim geht auf die Grafen von Leiningen zurück. Es handelte sich um sogenannte Schutzjuden, die den Grafen von Leiningen gegenüber abgabepflichtig waren. 1762 beschlossen die jüdischen Gemeinden Kindenheim, Bubenheim, Großbockenheim und Kleinbockenheim einen Vergleich, der besagte, dass die Einwohner der vier Gemeinden zur Feier des Gottesdienstes ausschließlich die Synagoge in Kindenheim nutzen durften. Eine Ausnahmeregelung wurde für die jüdischen Gemeindemitglieder aus Groß- und Kleinbockenheim festgeschrieben. Diese durften im Winter und bei schlechtem Wetter den Gottesdienst in einem Privathaus in ihrer Gemeinde abhalten. Den zwischen den vier Gemeinden geschlossenen Vergleich bestätigte Graf Christian Carl Reinhard von Leiningen-Heidesheim am 22. März 1763. Bis in die Mitte des 19. Jahrhunderts stieg die Zahl der Mitglieder der jüdischen Gemeinde stetig an und erreichte 1848 ihren höchsten Stand. Ab dann kam es zu Ab- und Auswanderungen. 1924 war die Zahl der Gemeindemitglieder so weit zurückgegangen, dass die Gemeinde aufgelöst wurde. Die verbliebenen jüdischen Einwohner gehörten ab diesem Zeitpunkt zur jüdischen Gemeinde von Groß- und Kleinbockenheim. Ab 1933, nach der Machtergreifung Adolf Hitlers, wurden die jüdischen Einwohner immer mehr entrechtet. Zudem kam es immer wieder zu antijüdischen Aktionen. Dies hatte zur Folge, dass die meisten der 1933 noch in Kindenheim lebenden jüdischen Gemeindemitglieder in der Folgezeit die Gemeinde verließen.

## Entwicklung der jüdischen Einwohnerzahl
| Jahr | Juden | Jüdische Familien | Bemerkung                               |
| ---- | ----- | ----------------- | --------------------------------------- |
| 1808 | 75    |                   | 12 Prozent der Einwohner von Kindenheim |
| 1825 | 80    |                   | 10 Prozent der Einwohner von Kindenheim |
| 1848 | 123   |                   |                                         |
| 1875 | 75    |                   |                                         |
| 1900 | 24    |                   |                                         |
| 1933 | 6     |                   |                                         |

Quelle: alemannia-judaica.de; jüdische-gemeinden.de

## Einrichtungen

### Synagoge
Die Synagoge wurde 1786 in der Hauptstraße 72 in einem Hinterhaus errichtet. 1907 wurde das Gebäude verkauft. In den folgenden Jahrzehnten wurde das Gebäude unterschiedlich, in den 1980er Jahren unter anderem als Getränkelager, genutzt. Heute dient das Gebäude als reines Wohnhaus.

### Friedhof
Die Toten wurden seit dem 17. Jahrhundert auf dem jüdischen Friedhof Kindenheim beigesetzt.

### Schule und Lehrerwohnhaus
Die Gemeinde verfügte über eine eigene Schule. Zeitweise war ein eigener Religionslehrer angestellt, der auch die Aufgaben des Vorbeters und Schochet innehatte. Die jüdische Schule befand sich in der heutigen Galoppgasse 8 (Karte). Eine Inschrift über dem Eingang weist das Jahr 1832 als Baujahr aus. Direkt daneben, in der Galoppgasse 10 (Karte), befand sich das Wohnhaus des Lehrers. Da für notwendige Renovierungen die finanziellen Mittel fehlten und die Schule nicht mehr benötigt wurde, verkaufte die jüdische Gemeinde das Schulgebäude 1907. Beide Gebäude sind heute noch erhalten und werden als Wohnhäuser genutzt.

### Mikwe
Die Gemeinde verfügte über eine eigene Mikwe. Aus einer Beschreibung der Synagoge geht hervor, dass das Erdgeschoss der Synagoge mit „schönen Fliesen“ ausgelegt war. Dies legt die Vermutung nahe, dass sich die Mikwe im Erdgeschoss oder Keller der Synagoge befand.

## Opfer des Holocaust
Das Gedenkbuch – Opfer der Verfolgung der Juden unter der nationalsozialistischen Gewaltherrschaft 1933–1945 und die Zentrale Datenbank der Namen der Holocaustopfer von Yad Vashem führen sieben Mitglieder der jüdischen Gemeinschaft Kindenheim (die dort geboren wurden oder zeitweise lebten) auf, die während der Zeit des Nationalsozialismus ermordet wurden.
| Name      | Vorname | Todeszeitpunkt   | Alter     | Ort des Todes               | Bemerkung | Quellen |
| --------- | ------- | ---------------- | --------- | --------------------------- | --- | --- |
| Isaak     | Emma    | unbekannt        | unbekannt | Ghetto Theresienstadt       | Deportation 1942 nach Ghetto Theresienstadt | Yad Vashem (Datenbank, Datensatz Nr. 11527873) / Gedenkbuch für die Opfer der NS-Judenverfolgung in Deutschland                                        |
| Mayer     | Thekla  | 31. Oktober 1942 | 64 Jahre  | unbekannt                   | Am 1. Mai 1939 in die Niederlande emigriert. Am 31. Oktober 1942 zu einem unbekannten Ort deportiert                                                                    | Yad Vashem (Datenbank, Datensatz Nr. 4270239 und Nr. 11591548) / Gedenkbuch für die Opfer der NS-Judenverfolgung in Deutschland                        |
| Mortge    | Clara   | unbekannt        | unbekannt | Internierungslager Gurs     | Deportation ab Baden am 22. Oktober 1940 nach Internierungslager Gurs                                                                                                   | Yad Vashem (Datenbank, Datensatz Nr. 11596714) / Gedenkbuch für die Opfer der NS-Judenverfolgung in Deutschland                                        |
| Reilinger | Flora   | unbekannt        | unbekannt | Vernichtungslager Kulmhof   | Deportation ab Berlin am 18. Oktober 1941 nach Ghetto Litzmannstadt (Transport 1). Am 8. Mai 1942 Deportation ab Ghetto Litzmannstadt nach Vernichtungslager Kulmhof    | Yad Vashem (Datenbank, Datensatz Nr. 4126752 und Nr. 11611939) / Gedenkbuch für die Opfer der NS-Judenverfolgung in Deutschland                        |
| Heinrich  | Strauss | 9. Februar 1942  | 66 Jahre  | Internierungslager Noé      | Deportation ab Baden am 22. Oktober 1940 nach Internierungslager Gurs. Deportation nach Internierungslager Noé (Zeitpunkt unbekannt)                                    | Yad Vashem (Datenbank, Datensatz Nr. 11172304, Nr. 11643487, 5665493 und Nr. 3222272) / Gedenkbuch für die Opfer der NS-Judenverfolgung in Deutschland |
| Strauss   | Theodor | unbekannt        | unbekannt | Vernichtungslager Treblinka | Deportation ab Berlin am 8. Juli 1942 nach Ghetto Theresienstadt (Transport I/18). Deportation am 19. September 1942 nach Vernichtungslager Treblinka                   | Yad Vashem (Datenbank, Datensatz Nr. 4136244 und Nr. 11644094) / Gedenkbuch für die Opfer der NS-Judenverfolgung in Deutschland                        |
| Süs       | Anna    | unbekannt        | unbekannt | Vernichtungslager Treblinka | Deportation ab Frankfurt am Main am 1. September 1942 nach Ghetto Theresienstadt. Deportation am 19. September 1942 nach Vernichtungslager Treblinka 29. September 1942 | Yad Vashem (Datenbank, Datensatz Nr. 11644629) / Gedenkbuch für die Opfer der NS-Judenverfolgung in Deutschland                                        |
| 1.        |         |                  |           |                             | | |